# Cheerleader Camp
Cheerleader Camp (Bloody Pom-Poms) – filmowy horror koprodukcji amerykańsko-japońskiej z 1988 roku, popularny slasher, w Polsce znany niepowszechnie pod tytułami Obóz cheerleaderek oraz Wodzirej. Głównym motywem filmu jest, jak sugeruje tytuł, cheerleading.

## Obsada
- Betsy Russell – Alison Wentworth
- Leif Garrett – Brent Hoover
- Lucinda Dickey – Cory Foster
- Lorie Griffin – Bonnie Reed
- George „Buck” Flower – Pop
- Travis McKenna – Timmy Moser
- Teri Weigel – Pam Bently
- Rebecca Ferratti – Theresa Salazar
- Vickie Benson – panna Tipton
- Krista Pflanzer – Suzy
- Craig Piligian – detektyw

## Fabuła
Podobnie jak w przypadkach innych powstałych w latach osiemdziesiątych slasherów, fabuła filmu jest prosta i schematyczna.
Alison Wentworth, cheerleaderce z Lindo Valley, doskwiera poczucie nieprzydatności. Dziewczyna, wspólnie ze swoim chłopakiem, flirciarzem Brentem Hooverem, oraz koleżankami ze szkoły, jedzie na letni obóz dla cheerleaderek i cheerleaderów o nazwie Camp Hurrah. Ma nadzieję, że jej drużynie uda się wygrać stanowe finały zawodów w cheerleadingu. Alison jest jednak męczona przez koszmary senne, a jej ukochany zdaje się być znacznie bardziej zainteresowany innymi uczestniczkami obozu niż nią. Wkrótce kolejne cheerleaderki zaczynają ginąć w dokładnie taki sposób, w jaki zginęły w krwawych snach Alison, a główna bohaterka podejrzewa, iż jest to sprawka jej alternatywnej tożsamości.

## O filmie

### Lokacje atelierowe
Zdjęcia do filmu powstawały od października 1987 roku w Kalifornii w Stanach Zjednoczonych. Plan zdjęciowy obejmował miejscowość Bakersfield oraz Sequoia National Forest w kalifornijskim paśmie górskim Sierra Nevada.

### Wydanie filmu
W Stanach Zjednoczonych oryginalnym dystrybutorem filmu było Prism Entertainment Corporation. Po latach, w roku 2004, projekt wydano także na rynku DVD za pośrednictwem Anchor Bay Entertainment. W Polsce film nie ukazał się nigdy – nie emitowały go kina i stacje telewizyjne, fanom slasherów nie zaoferowano go także na dysku DVD.

### Sequel
Na temat istnienia sequela filmu (domniemanie zatytułowanego Cheerleader Camp II i powstałego w 1990 roku) spekulowano przez lata, lecz w istocie taki projekt w ogóle nie powstał. Mimo wszystko, rzekoma kontynuacja posiada własną podstronę w bazie internetowej Filmweb.pl oraz posiadała wpis w Internet Movie Database (IMDb). Początkowo producenci oryginału zaplanowali realizację sequela, lecz projekt został zawieszony. Za nieoficjalną kontynuację Cheerleader Camp uznaje się horror Camp Fear (1991), w którym w roli głównej również wystąpiła Betsy Russell.